# ارنستو امانتگویی فومیفا
ارنستو امانتگویی فومیفا (تایلندی: เออร์เนสโต อมันเตกี ภูมิภา؛ زادهٔ ۱۶ آوریل ۱۹۹۰) بازیکن فوتبال اهل اسپانیا است.
از باشگاه‌هایی که او در آن بازی کرده‌، می‌توان به باشگاه فوتبال بوریرام یونایتد، باشگاه فوتبال میراندس، باشگاه فوتبال موانگتونگ یونایتد، باشگاه فوتبال رئال اویدو و باشگاه فوتبال بانکوک یونایتد اشاره کرد.
وی همچنین در تیم ملی فوتبال تایلند بازی کرده‌است.